# Továrna Automobilů Perfekt
Továrna Automobilů Perfekt war ein Hersteller von Automobilen aus Österreich-Ungarn.

## Unternehmensgeschichte
František Petrášek gründete 1906 das Unternehmen František Petrášek, Strojírna a Továrna Automobilů in Trutnov und begann mit der Produktion von Automobilen. Der Markenname lautete, zumindest ab dem zweiten Modell, Perfekt. 1909 erfolgte die Umfirmierung in František Petrášek, Královéhradecká Továrna Automobilů Perfekt und der Umzug nach Hradec Králové-Kukleny. 1910 beschäftigte das Unternehmen 30 Mitarbeiter. 1914 endete die Produktion. Petrášek war nach dem Ersten Weltkrieg Gründer von Továrna automobilů Start.

## Fahrzeuge
Das Unternehmen stellte Kleinwagen her. Das erste Modell entstand zwischen 1906 und 1908. Für den Antrieb sorgte ein Einzylindermotor aus einem Motorrad mit 4 PS oder 5 PS Leistung. Das zweite Modell wurde Perfekt genannt. Es verfügte über einen wassergekühlten Einzylindermotor mit 8 PS Leistung. Es ist unklar, ob diese beiden Modelle Einzelstücke waren.
1910 entstanden etwa zehn Zweisitzer. Der Typ B war bis 1914 in Produktion. Für den Antrieb sorgte ein Zweizylindermotor mit SV-Ventilsteuerung, 1114 cm³ Hubraum und 10 PS Leistung. Das erste Modell von Továrna automobilů Start basierte auf diesem Modell.